# Halal și haram în islam
Halal (arabă: حلال‎ ḥalāl, turcă helal) este termenul coranic care înseamnă „permis”, „legal” din punct de vedere religios. Acest termen este opus celui de haram ( حرم ḥaram, حرام ḥarām) care înseamnă „interzis”, „nepermis” sau „ilegal”.

## Principiile de bază
Înainte de apariția islamului, oamenii erau depărtați de la calea adevărului și confuzi, neștiind să deosebească lucrurile halal de cele haram. Așadar, aceștia permiteau existența în viețile lor a lucrurilor impure și dăunătoare, respingându-le pe cele bune și pure. La o extremă se afla brahmanismul ascetic indian și viața monahală creștină. În plus, alte religii erau bazate pe schingiuiri, abstinența de la mâncarea bună și evitarea altor lucruri bune ale vieții pe care Allah le-a oferit umanității. La cealaltă extremă se afla filozofia mazdak a Persiei, care oferea libertate deplină oamenilor și le permitea să aibă orice își doreau și orice le făcea plăcere. Atunci când a apărut islamul, a fost răspândită confuzia și devierile în privința lucrurilor halal și haram. Una din împlinirile inițiale ale islamului a fost aceea de a stabili anumite principii și măsuri legale pentru a rectifica situația existentă. Aceste principii au devenit criteriile de determinare pe baza cărora s-au stabilit lucrurile halal și haram.
- Primul principiu este acela că tot ceea ce a creat Allah și beneficiile ce rezultă din acestea sunt pentru uzul umanității și sunt permise. Niciun lucru nu este haram cu excepția a ceea ce este interzis de către un nass sau într-un verset coranic ori sunna.[4]

- În islam, sfera lucrurilor interzise este mică, în timp ce cea a lucrurilor permise este destul de largă. În ceea ce privește venerarea, principiul este limitarea: nimic nu poate fi legislat în această privință în afară de ceea ce Allah sau profetul Muhammad au permis.[4]

- Unul dintre lucrurile frumoase în islam este că acesta interzice doar ceea ce nu este necesar, ceea ce este dăunător sau neplăcut, în timp ce oferă alternative mai bune și mai confortante. De exemplu, Allah interzice căutarea semnelor prin ghicit, dar oferă alternativă prin istishara (sfătuire) și istikhara.[5] Islamul îndeamnă musulmanii care se confruntă cu o problemă să se sfătuiască cu cei care cunosc mai multe în acea privință și să caute îndrumare în Allah. Istikhara înseamnă a cere ajutorul lui Allah atunci când te afli între două decizii conflictuale.[6]

- Un alt principiu islamic este acela că orice lucru care duce la un altul interzis, este și el la rândul lui interzis. Astfel, islamul intenționează să blocheze toate căile ce duc la lucruri haram. De exemplu, este interzis sexul în afara căsătoriei, precum și orice alt lucru care duce la sex, de exemplu: îmbrăcămintea atrăgătoare, întâlnirile private, nuditatea, pornografia, cântecele obscene etc.[7]

## Alimentația
Următoarele produse fac parte din categoria lucrurilor halal: laptele (de vaci, oi, cămile sau capre), mierea, peștele, plantele care nu intoxică, legumele proaspete sau înghețate, fructele proaspete sau uscate, nucile (alunele, nucile de caju, alunele de pădure) și grânele (grâul, orezul, secara, orzul, ovăzul). Animale precum vacile, oile, caprele, gâștele, găinile, rațele, potârnichile sunt legale, dar trebuie să fie sacrificate conform ritualurilor islamice. Sacrificarea animalelor după ritualurile islamice numită zabiha este o modalitate bună de a evita bolile. Animalele trebuie sacrificate în așa fel încât tot sângele să fie scurs din corpul animalului.
Metoda de sacrificare a unui animal este de a-i tăia gâtul, astfel încât sângele să se scurgă și să nu se coaguleze în vene. Așadar, animalele care au fost strangulate, bătute până au murit, fara a fi sacrificate, nu pot fi mâncate. Cel care sacrifică un animal trebuie să fie un bărbat musulman matur în timp ce spune Bismillah (În numele lui Allah). Animalul trebuie să fie mort înainte de a fi jupuit de piele.
     Anestezia nu este necesară
     Anestezia este necesară după tăiere
     Anestezia simultană este necesară
     Anestezia este necesară înainte de tăiere
     Ritual de abatorizare interzis
     Nu există date

Cerințe legale pentru ritualul de abatorizare în Europa:
Anestezia nu este necesară
Anestezia este necesară după tăiere
Anestezia simultană este necesară
Anestezia este necesară înainte de tăiere
Ritual de abatorizare interzis
Nu există date

Un produs este considerat haram dacă intră în contact cu sau conține orice dintre următoarele: 
- Porci, câini, măgari și animale carnivore (de exemplu, urși sau lei): „El v-a oprit pe voi doar de la mortăciune, sânge, carne de porc și ceea ce a fost înjunghiat în numele altuia decât Dumnezeu. Nici un păcat nu va fi asupra celui ce va fi silit să mănânce, așadar el nu va fi nici răzvrătit, nici călcător de lege. Dumnezeu este Iertător, Milostiv.”(Al-Baqarah, 2:173)[10]

- Animale murdare sau care trăiesc în locuri murdare sau cele nu prea agreate de oameni, cum ar fi: reptilele, insectele, viermii, păduchii, miriapode, muște, șoareci, scorpioni, broaște, arici, cârtițe sau gândaci (Coran, 7:157).[11]

- Animale omorâte prin strangulare, lovitură la cap, cauze naturale (hoituri) sau care sunt împunse sau atacate de alte animale: „Iată ceea ce vă este oprit: mortăciunea, sângele, carnea de porc, dobitocul jertfit altuia decât lui Dumnezeu, dobitocul înăbușit, cel mort de lovitură, de căzătură, ori de împunsătură, ori cel sfâșiat de fiară, în afară de cel pe care ați mai avut vreme să-l tăiați, precum și cel care a fost jertfit idolilor. După cum vă este oprit să ghiciți soarta cu săgeți, căci aceasta este stricăciune. Nenorocire, astăzi, celor care s-au lepădat de legea voastră! Nu vă temeți de ei, ci temeți-vă de Mine! Astăzi am desăvârșit Legea voastră și am împlinit harul Meu asupra voastră și v-am dat Islamul ca lege. Pentru cel care de foame, va fi silit să mănânce bucate oprite fără să vrea să săvârșească vreun păcat, Dumnezeu este Iertător, Milostiv”, „Ei te vor întreba ce le este îngăduit: Spune: „Toate cele bune vă sunt îngăduite.” Asupra celor prinse vouă de păsările de pradă îmblânzite pe care le-ați învățat așa cum v-a învățat Dumnezeu, amintiți numele lui Dumnezeu! Temeți-vă de Dumnezeu! Dumnezeu este Grabnic la socoteală” [Al-Mâ’idah,5:3,4].[12] Peștii sunt excluși din această clasă.

- Toate animalele care nu sunt sacrificate potrivit regulilor islamice sau cele care sunt măcelărite fără a pronunța numele lui Allah: „Nu mâncați ceea ce asupra-i numele lui Dumnezeu nu va fi fost chemat, căci este o stricăciune. Diavolii îi împing pe prietenii lor să se certe cu voi. Nu le dați ascultare, căci așa veți ajunge și voi închinători la idoli” (Al-An‘âm, 6:121).[13]

- Alcoolul, substanțele dăunătoare, plantele intoxicante sau băuturile (opiul, drogurile ușoare, naturale sau chimice): „O, voi cei ce credeți! Vinul, jocul de noroc, pietrele înălțate și săgețile de ghicit sunt o întinare și o lucrare a Diavolului. Feriți-vă de ele! Poate veți fi fericiți!”, „Diavolul vrea să iște printre voi vrăjmășie și ură prin vin și jocuri de noroc. El vrea să vă oprească de la amintirea lui Dumnezeu și a rugăciunii. Nu vă veți abține, oare?” (Al-Mâ’idah, 5:90,91)[12]

- Animalele cu canini sau molari ieșiți în evidență (de exemplu: maimuțele, pisicile, leii); păsările sau alte animale cu gheare sau cele care vânează și își sfâșie prada cu labele sau ghearele (bufnițele sau vulturii).[14]

- Animalele sacrificate pentru venerare sau pentru alte lucruri decât Allah: „Spune: “Eu nu am aflat nici o opreliște la mâncare în ceea ce mi-a fost descoperit în afară de mortăciune, sângele vărsat, carnea de porc — căci este o întinăciune — și ceea ce este pângărit, fiind chemat asupra lui altul decât Dumnezeu. Celui care este silit s-o facă de nevoie, nu de plăcere ori de lăcomie, Domnul tău îi este Iertător, Milostiv”.[13]

- Urina și fecalele umane și animale, carnea obținută din animalele încă în viață și laptele animalelor ce nu pot fi mâncate (măgari, pisici, porci).[15]

- Șiiții nu consumă carne de somn pe care îl consideră asemănător porcului.[16]

- În ceea ce privește păsările de curte, precum găinile, rațele, curcile, ele sunt ținute închise în cuști cu doua-trei zile înainte de sacrificare și hrănite cu grăunțe pentru a fi purificate având în vedere că acestea consumă, uneori, și lucruri murdare.[16]

- Unele autorități islamice spun că carnea poate fi halală numai dacă animalul este măcelărit fără anestezie, alte autorități islamice spun că anestezia este permisă. Abatorizare fără anestezie este restricționată în unele țări europene. Unele țări necesită anestezierea animalului după ce i s-a tăiat gâtul, alte țări necesită anestezierea animalului chiar înainte de a-i tăia gâtul.[17]

##### Vânatul și animalele vânate
- Pentru ca animalele vânate să fie halal, vânătorul trebuie să fie musulman. Un musulman nu poate vâna în starea de ihram: „O, voi cei ce credeți! Țineți-vă învoielile! Dobitoacele din turme vă sunt îngăduite vouă, în afara celor care vi s-au citit, însă neîngăduit vă este vouă vânatul în vremea pelerinajului. Dumnezeu vă poruncește ceea ce voiește”, „O, voi cei ce credeți! Nu pângăriți însemnele lui Dumnezeu și nici luna sfântă, nici jertfele, nici ghirlandele, nici pe cei care merg la Casa Sfântă căutând harul și mulțumirea Domnului lor. Vânați, când ați primit dezlegare. Ura față de cei care v-au îndepărtat de Moscheea cea Sfântă să nu vă împingă către nedreptăți. Ajutați-vă unii de alții în pioșenie și teamă de Dumnezeu. Nu vă ajutați unii pe alții în păcat și vrăjmășie. Temeți-vă de Dumnezeu! Dumnezeu este Aprig la pedeapsă”(Al-Mâ’idah, 5:1,2).[12]

- Vânătorul nu trebuie să vâneze doar pentru sport, ceea ce înseamnă că el ucide animalele, dar nu are intenția de a le mânca sau de a se folosi de ele.[18]

- Arma sau instrumentul folosit la vânat trebuie să pătrundă corpul animalului, dar să provoace o rană pentru ca moartea să fie impactantă nu este halal. Cel care vânează trebuie să spună Bismillah atunci când încarcă arma sau când lovește animalul.[19]

##### Băuturile alcoolice
Cuvântul khamr, tradus ca „băuturi alcoolice” se referă la orice băutură alcoolică ce intoxică corpul. Orice băutură alcoolică este haram. Muhammad, Mesagerul lui Allah, a spus, conform lui Muhammad al-Bukhari că sub orice formă sau nume ar fi, orice lucru care îmbată este khamr și așadar interzis: „Orice băutură alcoolică este khamr și orice lucru khamr este și haram”. Muhammad a interzis orice fel de comerț cu alcool, chiar și cu non-musulmanii.

## Îmbrăcămintea și accesoriile
Din punct de vedere islamic, îmbrăcămintea are două scopuri: acela de a acoperi corpul și de a înfrumuseța. Allah a oferit umanității veșmintele drept binecuvântare: „O, fii ai lui Adam! Am pogorât asupra voastră veșmânt și pene care să vă acopere goliciunea, însă veșmântul pioșeniei este mult mai bun!” Acesta este unul din semnele lui Dumnezeu. Poate vă veți aminti!.”(Al-A‘râf, 7:26)
Islamul interzice accesoriile din aur și veșmintele din mătase pură bărbaților, dar le permite însă femeilor. Le este interzisă femeilor purtarea  hainelor care nu acoperă trupul, a hainelor transparente și a celor mulate pe corp care scot în evidență părțile trupului și farmecele acestora: „Spune credincioaselor: să-și plece privirile, să-și păzească rușinea să nu-și dea la iveală frumusețea în afară de ceea ce apare, să-și pună văluri peste piept, să nu-și descopere frumusețea decât bărbaților lor, ori taților lor, ori taților bărbaților lor, ori fiilor lor, ori fiilor bărbaților lor, ori fraților lor, ori fiilor fraților lor, ori fiilor surorilor lor, ori servitoarelor lor și celor stăpânite de dreapta lor ori servitorilor lipsiți de dorințe, ori băieților care nu au cunoscut încă goliciunea femeilor, și să nu bată din picioare, ca să se știe, ce ascund din frumusețea lor. O, voi cei ce credeți! Întoarceți-vă cu toții către Dumnezeu. Poate veți fi fericiți!”(An-Nûr, 24:31)
Mândria este definită ca intenția de a părea superior celorlalți, iar Allah nu-i iubește pe cei lăudăroși: „Aceasta ca să nu vă mâhniți de ceea ce ați pierdut și nici să nu vă bucurați de ceea ce El v-a dat. Dumnezeu nu îl iubește pe lăudărosul îngâmfat.” (Al-Hadîd, 57:23)
Islamul respinge frumusețea dusă la extreme, excesele în înfrumusețare, ceea ce implică modificarea caracteristicilor fizice cu care Allah l-a creat pe om. Coranul consideră acest lucru ca fiind inspirat de Satana, care îi îndeamnă pe aceștia să schimbe ceea ce Allah a creat: „îi voi rătăci și le voi stârni poftele cele rele. Le voi da o poruncă și ei vor tăia urechile dobitoacelor. Le voi da o poruncă și ei vor întoarce pe dos creația lui Dumnezeu.” Cel care îl ia pe diavol stăpân, în locul lui Dumnezeu, va fi pierdut, fără de nădejde.”(An-Nisâ’, 4:119)

## Alte activități
- Relațiile sexuale ilegale - toate religiile au interzis satisfacerea poftelor sexuale și zina⁠(d) (adulterul). Islamul este strict în interzicerea zinei căci aceasta poate duce la abuzul copiilor, ruperea legăturilor familiale, răspândirea bolilor venerice și moravuri ușoare[26]: „Dacă vă este teamă că nu veți fi drepți cu orfanii, luați-vă soții după cum vă va plăcea, două ori trei ori patru femei. Dacă vă este teamă că nu veți fi drepți cu ele, luați-vă o singură femeie ori pe cele stăpânite de dreapta voastră. Așa vă va fi mai ușor vouă, dacă nu puteți ține o casă mare.”(An-Nisâ’, 4:3), „Nu vă apropiați de curvie, căci este rușinoasă și o cale rea!”(Al-Isrâ’, 17:32)[27], „O, Profetule! Când credincioasele vin la tine și-ți fac jurăminte de credință că nu vor alătura pe nimeni lui Dumnezeu, nu vor fura, nu vor preacurvi, nu-și vor ucide pruncii, nu vor veni cu nici o mârșăvie născocită între mâinile și picioarele lor, nu se vor răzvrăti asupra ta întru cele de cuviință, primește atunci jurământul lor de credință. Cere iertare lui Dumnezeu pentru ele. Dumnezeu este Iertătorul, Milostivul!”(Al-Mumtahanah, 60:12)[28]
- Superstiții, divinizare, mituri - ghicitorii sau proorocii care existau în societatea arabă în timpul profetului Muhammad, înșelau oamenii pretinzând că le oferă informații despre trecut și viitor, chiar prin contactele cu djinnii sau alte surse secrete. Divinizarea sau shirk și luarea unor decizii bazate pe cele văzute în nisip, în frunze de ceai, cărți de joc și în palme sunt interzise: „O, voi cei ce credeți! Vinul, jocul de noroc, pietrele înălțate și săgețile de ghicit sunt o întinare și o lucrare a Diavolului. Feriți-vă de ele! Poate veți fi fericiți!.” (Al-Mâ’idah, 5:90)[29]
- Magia - deși islamul recunoaște efectul magiei și al „ochiului rău”, condamnă în mod absolut magia și pe cei care o practică. Profetul Muhammad a inclus magia printre acele păcate majore mortale care distrug o națiune înainte de a distruge indivizii, și care îi depravează pe cei care o practică.[30]

## Păcatele majore
Păcatele majore sau al-Kaba'ir sunt:
- Necredința (kufr)
- Ipocrizia (nifaq)
- Idolatrizarea (shirk)
- Neglijarea oricăruia dintre stâlpii islamului
- Violarea drepturilor părinților
- Crima
- Practicarea magiei
- Adulterul, păcatele trupești și homosexualitatea
- Specula cu bani și dobânzile
- Furturile și uzurparea
- Bârfirea oamenilor nevinovați, în special a femeilor virtuoase
- Plecarea de la locul de luptă
- Jocurile de noroc
- Cheltuirea banilor pe nedrept ai unui orfan
- Minciuna
- Calomnia
- Bârfa
- Batjocorirea celorlalți
- Spionarea și suspiciunea
- Abandonarea rudelor
- Faptele rele și nedreptatea
- Frauda și înșelăciunea
- Încălcarea drepturilor celorlalți oameni
- Mândria și aroganța
- Depunerea de mărturii și jurăminte mincinoase
- Oprimarea
- Cheltuirea averii câștigate pe nedrept
- Înșelătoria la cântar
- Sinuciderea
- Oferirea și acceptarea mitei
- A ieși în evidență
- Folosirea religiei sau a „semnelor lui Allah” pentru beneficiile lumești
- Trădarea încrederii, în special a încrederii publice
- Ascultarea unei conversații private
- Încălcarea unei promisiuni
- Ghicitul și credința în ghicitori
- Realizarea de idoli și credința în ei
- Jignirea vecinilor
- Jignirea și abuzarea musulmanilor
- Sacrificarea unui animal în alt nume decât cel al lui Allah